# Danh sách quân chủ Trung Quốc

Đế Nghiêu, một trong Ngũ Đế

Các vị quân chủ Trung Hoa đã cai trị trên mảnh đất Trung Nguyên từ hơn bốn nghìn năm. Tam Hoàng (三皇) là ba vị vua đầu tiên của nước này. Ngũ Đế (五帝) là năm vị vua nối tiếp theo Tam Hoàng, có công khai hóa dân tộc Trung Hoa, đưa dân tộc này thoát khỏi tình trạng sơ khai. Trong thời kỳ này, người Trung Quốc đã biết chế ra lửa để nấu chín thức ăn, biết cất nhà, làm quần áo, trồng ngũ cốc, chài lưới, thực hiện lễ nghi, và bắt đầu tạo ra chữ viết. Theo truyền thuyết, ba vị vua này được cho là thần tiên hoặc bán thần, những người đã sử dụng các phép mầu để giúp dân. Do phẩm chất cao quý nên họ sống lâu và thời kỳ cai trị của họ hòa bình thịnh vượng.
Thời nhà Hạ bắt đầu cho tục lệ cha truyền con nối, theo sử sách, con trai vua Hạ Vũ, Hạ Khải (啟), đã chứng minh được khả năng của mình, được nhiều người ủng hộ hơn Bá Ích và trở thành người thừa kế ngôi báu của cha, đánh dấu sự khởi đầu của một triều đại mới là nhà Hạ (夏), triều đại đầu tiên của Trung Quốc. Nó đã trở thành một hình mẫu cai trị dựa trên thừa kế ở Trung Quốc. Từ thời nhà Hạ cho đến giai đoạn đầu nhà Thương, nhà vua khi còn sống thì được gọi là Hậu, sau khi mất thì gọi là Đế. Đến cuối đời nhà Thương và từ đời nhà Chu, tước vị để chỉ vua là Vương, kể cả khi còn sống và khi đã qua đời, nhà vua được gọi là Thiên tử (con trời).
Năm 221 trước Công Nguyên, Tần Vương thống nhất các nước nhỏ, các dân tộc khác nhau trên một vùng rộng lớn tạo ra tiền đề để tạo thành nước Trung Quốc sau này. Vua Tần là Doanh Chính vốn đang xưng Vương không muốn dùng lại danh xưng Vương như vua nhà Chu, mà sau này sẽ được dùng làm tước phong tặng cho các công thần của mình (tước Vương). Để chứng tỏ đẳng cấp cao hơn của vua nhà Tần mới so với vua nhà Chu cũ, phân rõ tôn ti trên dưới với các vua cai trị các tiểu quốc cũ đã bị tiêu diệt, tỏ rõ thần quyền phong kiến chính danh với dân các nước đã bị chiếm đoạt, tiêu diệt, Tần Vương đã ghép chữ Hoàng là danh xưng của 3 vị vua thời Tam Hoàng và chữ Đế là danh xưng của 5 vị vua thời Ngũ Đế thời thượng cổ thành tước vị Hoàng đế, và trở thành vị Hoàng đế đầu tiên trong lịch sử nước Tần, tức là Tần Thủy Hoàng. Từ đó các vị vua phong kiến tập quyền chính thống ở Trung Quốc cũng dùng danh vị này, và tước Vương trở thành bậc thứ hai. Hoàng đế tự xưng là "trẫm" cũng như những người được phong tước Vương xưng là "cô".
Ngôi vị của vua phong kiến xưa ở Trung Quốc tức Hoàng đế theo chế độ tông pháp tức "cha truyền con nối". Khi Trung Quốc bị chia cắt, các vua đều tự xưng là Hoàng đế. Hoàng đế chính thức cuối cùng ở Trung Quốc là Phổ Nghi, thoái vị năm 1911 dù Viên Thế Khải sau đó cũng xưng làm Hoàng đế nhưng không chính thức.
Tước vị hoàng đế còn dùng để tôn phong cho những bậc tổ tiên của hoàng đế, dù các vị đó chưa bao giờ làm vua. Như khi Lý Uyên lập ra nhà Đường, đã phong cho Lão tử (tên là Lý Đam - nhà Đường lấy làm thủy tổ) làm hoàng đế, và các thế hệ bên trên làm hoàng đế hết. Khi vua nối ngôi không phải con vua trước, thường cũng tôn phong cha đẻ của mình làm hoàng đế. Có trường hợp như thái tử Lý Hoằng con của Đường Cao Tông và Võ Tắc Thiên, bị mẹ phế vị rồi bức tử, Đường Cao Tông cũng thương con mà phong hiệu là hoàng đế; hoặc Nhiếp chính vương Đa Nhĩ Cổn của nhà Thanh cũng được phong hoàng đế khi chết, dù chỉ là chú của vua.

## Tam Hoàng Ngũ Đế
| Từ 2852 TCN đến 2699 TCN |          |          |  |
|                          |          |          |  |
| 2852 TCN                 | 2699 TCN | 2184 TCN |  |

| Vua              | Trị vì   | Trị vì | Trị vì   | Ghi chú |
| ---------------- | -------- | ------ | -------- | ------- |
| Phục Hy và Nữ Oa | 2800 TCN | —      | 2737 TCN |         |
| Thần Nông        | 2737 TCN | —      | 2699 TCN |         |

| Từ 2699 TCN đến 2184 TCN |          |          |  |
|                          |          |          |  |
| 2852 TCN                 | 2699 TCN | 2184 TCN |  |

| Hoàng đế  | Tên thật           | Trị vì   | Trị vì | Trị vì   | tôn hiệu      |
| --------- | ------------------ | -------- | ------ | -------- | ------------- |
| Hoàng Đế  | Công Tôn Hiên Viên | 2699 TCN | —      | 2588 TCN | Hữu Hùng thị  |
| Thiếu Hạo | Kỷ Chí             | 2587 TCN | —      | 2491 TCN | Kim Thiên thị |
| Huyền Đế  | Chuyên Húc         | 2490 TCN | —      | 2413 TCN | Cao Dương thị |
| Đế Khốc   | Cơ Tuấn            | 2412 TCN | —      | 2343 TCN | Cao Tân thị   |
| Đế Chí    |                    | 2343 TCN | —      | 2333 TCN |               |
| Đế Nghiêu | Y Kỳ Phòng Huân    | 2333 TCN | —      | 2234 TCN | Đào Đường thị |
| Đế Thuấn  | Diêu Trọng Hoa     | 2233 TCN | —      | 2184 TCN | Hữu Ngu thị   |

## Danh sách vua và hoàng đế Trung Hoa

### Nhà Hạ 夏
| Thuỵ hiệu 諡號1                                                                         | Thuỵ hiệu 諡號1 | Thuỵ hiệu 諡號1 | Thuỵ hiệu 諡號1 | Thuỵ hiệu 諡號1                               |
| Thứ tự                                                                                  | Cai trị2        | Chữ Hán         | Hán-Việt        | Ghi chú                                       |
| --------------------------------------------------------------------------------------- | --------------- | --------------- | --------------- | --------------------------------------------- |
| 01                                                                                      | 45              | 禹              | Vũ              | cũng gọi là Đại Vũ (大禹)                     |
| 02                                                                                      | 10              | 啟              | Khải            |                                               |
| 03                                                                                      | 29              | 太康            | Thái Khang      |                                               |
| 04                                                                                      | 13              | 仲康            | Trọng Khang     | còn gọi là Trung Khang                        |
| 05                                                                                      | 28              | 相              | Tướng           |                                               |
| 06                                                                                      | 21              | 少康            | Thiếu Khang     | Trung hưng nhà Hạ sau thời kì vô vương 40 năm |
| 07                                                                                      | 17              | 杼              | Trữ             | còn gọi là Mân, Thư, Trừ                      |
| 08                                                                                      | 26              | 槐              | Hòe             | còn gọi là Phần                               |
| 09                                                                                      | 18              | 芒              | Mang            | còn gọi là Hoang                              |
| 10                                                                                      | 16              | 泄              | Tiết            | hay gọi là Thế                                |
| 11                                                                                      | 59              | 不降            | Bất Giáng       |                                               |
| 12                                                                                      | 21              | 扃              | Quýnh           |                                               |
| 13                                                                                      | 21              | 廑              | Cấn             | tên khác là Cục, Ngu                          |
| 14                                                                                      | 31              | 孔甲            | Khổng Giáp      |                                               |
| 15                                                                                      | 11              | 皋              | Cao             | gọi là Cao Câu                                |
| 16                                                                                      | 11              | 發              | Phát            | tên khác là Phát Huệ                          |
| 17                                                                                      | 52              | 桀              | Kiệt            | cũng gọi là Lý Quý (履癸)                     |
| 1 Tên vua cai trị thỉnh thoảng được đặt sau tên triều đại, Hạ (夏), ví dụ Hạ Vũ (夏禹). |                 |                 |                 |                                               |
| 2 Thời gian cai trị phỏng đoán, theo năm.                                               |                 |                 |                 |                                               |

### Nhà Thương 商
| Thụy hiệu |                  |         |             |                                        | |
| Thứ tự | Thời gian trị vì | Chữ Hán | Hán-Việt    | Tên húy                                | Lưu ý |
| 01 | 29               | 天乙    | Thiên Ất    | Tử Lý (子履)                           | Tên là Thang (湯) hoặc Thành Thang (成 唐). Vua hiền; lật đổ vua Kiệt (桀) bạo ngược của nhà Hạ (夏) |
| 02 | 2                | 外丙    | Ngoại Bính  | Tử Thăng (子勝)                        | Con của Thiên Ất |
| 03 | 4                | 仲壬    | Trọng Nhâm  | Tử Dung(子庸)                          | Em của Ngoại Bính, con của Thiên Ất |
| 04 | 33               | 太甲    | Thái Giáp   | Tử Chí (子至)                          | cũng gọi là Tổ Giáp. Con của Thái Đinh - anh Trọng Nhâm và Ngoại Bính |
| 05 | 29               | 沃丁    | Ốc Đinh     | Tử Huyến (子絢)                        | Con của Thái Giáp |
| 06 | 25               | 太庚    | Thái Canh   | Tử Biện (子辨)                         | Em của Ốc Đinh, con của Thái Giáp |
| 07 | 36               | 小甲    | Tiểu Giáp   | Tử Cao (子高)                          | Con của Thái Canh (Ân bản kỷ) hoặc em Thái Canh (Tam Đại thế biểu |
| 08 | 12               | 雍己    | Ung Kỷ      | Tử Điền (子佃) hoặc Tử Trụ (子伷)      | Em của Tiểu Giáp, con của Thái Canh |
| 09 | 75               | 太戊    | Thái Mậu    | Tử Mật (子密)                          | Em của Ung Kỷ, con của Thái Canh |
| 10 | 11               | 仲丁    | Trọng Đinh  | Tử Trang (子庄)                        | Con của Thái Mậu |
| 11 | 15               | 外壬    | Ngoại Nhâm  | Tử Pháp (子發)                         | Em của Trọng Đinh, con của Thái Mậu |
| 12 | 9                | 河亶甲  | Hà Đản Giáp | Tử Chỉnh (子整)                        | Em của Ngoại Nhâm, con của Thái Mậu |
| 13 | 19               | 祖乙    | Tổ Ất       | Tử Đằng (子滕)                         | Con của Hà Đản Giáp |
| 14 | 16               | 祖辛    | Tổ Tân      | Tử Đán (子旦)                          | Con của Tổ Ất |
| 15 | 25               | 沃甲    | Ốc Giáp     | Tử Du (子逾)                           | Em của Tổ Tân, con của Tổ Ất |
| 16 | 32               | 祖丁    | Tổ Đinh     | Tử Tân (子新)                          | Con của Tổ Tân, cháu họ Ốc Giáp |
| 17 | 25               | 南庚    | Nam Canh    | Tử Canh (子更)                         | Con của Ốc Giáp, em họ Tổ Đinh |
| 18 | 7                | 陽甲    | Dương Giáp  | Tử Hòa (子和)                          | Con của Tổ Đinh, cháu họ Nam Canh |
| 19 | 28               | 盤庚    | Bàn Canh    | Tử Tuần (子旬)                         | Em của Dương Giáp, con của Tổ Đinh. Nhà Thương chuyển về đất Ân Khư (殷). Thời kỳ từ vua Bàn Canh còn gọi là nhà Ân, là thời kỳ vàng son của nhà Thương. Các chữ viết trên giáp cốt phiến (xương mai rùa) được coi là có niên đại ít nhất là từ thời Bàn Canh. |
| 20 | 21               | 小辛    | Tiểu Tân    | Tử Phạm (子颂)                         | Em của Bàn Canh, con của Tổ Đinh |
| 21 | 28               | 小乙    | Tiểu Ất     | Tử Liễm (子敛)                         | Em của Tiểu Tân, con của Tổ Đinh |
| 22 | 59               | 武丁    | Vũ Đinh     | Tử Chiêu(子昭)                         | Con của Tiểu Ất. Vợ là Phụ Hảo, được biết đến như là một nữ chiến binh. |
| 23 | 7                | 祖庚    | Tổ Canh     | Tử Diệu (子曜)                         | Con của Vũ Đinh |
| 24 | 33               | 祖甲    | Tổ Giáp     | Tử Tải (子姓)                          | Em của Tổ Canh, con của Vũ Đinh, tên khác là Đế Giáp |
| 25 | 6                | 廩辛    | Lẫm Tân     | Tử Tiến (子先)                         | Con của Tổ Giáp, còn gọi là Phùng Tân |
| 26 | 21               | 庚丁    | Canh Đinh   | Tử Ngao (子嚣)                         | hay Khang Đinh (康丁). Em của Lẫm Tân, con của Tổ Giáp |
| 27 | 4                | 武乙    | Vũ Ất       | Tử Cù (子瞿)                           | Con của Khang Đinh |
| 28 | 3                | 太丁    | Thái Đinh   | Tử Thác (子托)                         | hay Văn Đinh (文丁). Con của Vũ Ất |
| 29 | 37               | 帝乙    | Đế Ất       | Tử Tiện (子羡)                         | tên khác là Ất, con của Thái Đinh |
| 30 | 32               | 帝辛    | Đế Tân      | Tử Thụ (子受) hoặc Tử Thụ Đức (子受德) | Trụ (紂), Trụ Tân (紂辛) hay Trụ Vương (紂王). Cũng có thể thêm "Thương" (商) ở trước các tên gọi này. Trong tiếng Việt thì vị vua này được biết đến với tên phổ biến là Trụ Vương hay Vua Trụ.                                                                |
| Lưu ý: 1. Mọi dữ liệu ngày tháng năm chỉ là xấp xỉ (khoảng) cho tới tận năm 841 TCN. Xem thêm bài nhà Chu (1122 TCN - 256 TCN) để có thêm thông tin. 2. Họ, tên thật của các phần lớn các vị vua nhà Thương là không rõ. Các tên gọi trên đây chỉ là thụy hiệu đặt theo sự xuất hiện của Thiên Can. |                  |         |             |                                        | |

### Nhà Chu 周
| Từ 1046 TCN đến 771 TCN |          |         |         |  |
|                         |          |         |         |  |
| 2184 TCN                | 1046 TCN | 771 TCN | 221 TCN |  |

| Chân dung   | Tên thật           | Tên thụy        | Trị vì   | Trị vì | Trị vì   | Ghi chú                             |
| ----------- | ------------------ | --------------- | -------- | ------ | -------- | ----------------------------------- |
|             | Cơ Phát            | Chu Vũ Vương    | 1046 TCN | —      | 1043 TCN | Sáng lập triều đại                  |
|             | Cơ Tụng            | Chu Thành Vương | 1042 TCN | —      | 1021 TCN | Chu công Đán làm nhiếp chính        |
|             | Cơ Chiêu           | Chu Khang Vương | 1020 TCN | —      | 996 TCN  |                                     |
|             | Cơ Hà              | Chu Chiêu Vương | 990 TCN  | —      | 977 TCN  |                                     |
| không khung | Cơ Mãn             | Chu Mục Vương   | 976 TCN  | —      | 922 TCN  |                                     |
|             | Cơ Tử Ý Cơ Ê Hỗ    | Chu Cung Vương  | 922 TCN  | —      | 900 TCN  | phát âm khác là Cộng Vương          |
|             | Cơ Kiên            | Chu Ý Vương     | 899 TCN  | —      | 892 TCN  |                                     |
|             | Cơ Tích Phương     | Chu Hiếu Vương  | 891 TCN  | —      | 886 TCN  |                                     |
|             | Cơ Tiếp            | Chu Di Vương    | 885 TCN  | —      | 878 TCN  |                                     |
| không khung | Cơ Hồ              | Chu Lệ Vương    | 877 TCN  | —      | 842 TCN  | còn gọi là Lạt Vương hay Phần Vương |
|             | Chu Triệu cộng hòa | (nhiếp chính)   | 841 TCN  | —      | 828 TCN  |                                     |
|             | Cơ Tĩnh            | Chu Tuyên Vương | 827 TCN  | —      | 782 TCN  |                                     |
| không khung | Cơ Cung Tinh       | Chu U Vương     | 781 TCN  | —      | 771 TCN  | Kết thúc Tây Chu                    |

| Từ 771 TCN đến 249TCN |         |         |         |  |
|                       |         |         |         |  |
| 2184 TCN              | 771 TCN | 249 TCN | 221 TCN |  |

| Chân dung | Tên thật                    | Tên thụy             | Trị vì  | Trị vì  | Trị vì  | Ghi chú                     |
| --------- | --------------------------- | -------------------- | ------- | ------- | ------- | --------------------------- |
|           | Cơ Nghi Cữu                 | Chu Bình Vương       | 770 TCN | —       | 720 TCN | Dời đô về Lạc Ấp            |
|           | Cơ Lâm                      | Chu Hoàn Vương       | 719 TCN | —       | 697 TCN |                             |
|           | Cơ Đà                       | Chu Trang Vương      | 696 TCN | —       | 682 TCN |                             |
|           | Cơ Hồ Tề                    | Chu Ly Vương         | 681 TCN | —       | 677 TCN | còn gọi là Hy vương         |
|           | Cơ Lãng                     | Chu Huệ Vương        | 676 TCN | —       | 652 TCN |                             |
|           | Cơ Trịnh                    | Chu Tương Vương      | 651 TCN | —       | 619 TCN |                             |
|           | Cơ Nhâm Thần                | Chu Khoảnh Vương     | 618 TCN | —       | 613 TCN |                             |
|           | Cơ Ban                      | Chu Khuông Vương     | 612 TCN | —       | 607 TCN |                             |
|           | Cơ Du                       | Chu Định Vương       | 606 TCN | —       | 586 TCN |                             |
|           | Cơ Di                       | Chu Giản Vương       | 585 TCN | —       | 572 TCN |                             |
|           | Cơ Tiết Tâm                 | Chu Linh Vương       | 571 TCN | —       | 545 TCN |                             |
|           | Cơ Quý                      | Chu Cảnh Vương       | 544 TCN | —       | 520 TCN |                             |
|           | Cơ Mãnh                     | Chu Điệu Vương       |         | 520 TCN |         |                             |
|           | Cơ Cái                      | Chu Kính Vương       | 519 TCN | —       | 477 TCN |                             |
|           | Cơ Nhân                     | Chu Nguyên Vương     | 476 TCN | —       | 469 TCN |                             |
|           | Cơ Giới                     | Chu Trinh Định Vương | 468 TCN | —       | 441 TCN |                             |
|           | Cơ Khứ Tật                  | Chu Ai Vương         |         | 441 TCN |         |                             |
|           | Cơ Thúc Tập hay Cơ Khứ Tật, | Chu Tư Vương         |         | 441 TCN |         |                             |
|           | Cơ Nguy                     | Chu Khảo Vương       | 440 TCN | —       | 426 TCN | còn gọi là Khảo Triết Vương |
|           | Cơ Ngọ                      | Chu Uy Liệt Vương    | 425 TCN | —       | 402 TCN |                             |
|           | Cơ Kiêu                     | Chu An Vương         | 401 TCN | —       | 376 TCN |                             |
|           | Cơ Hỷ                       | Chu Liệt Vương       | 375 TCN | —       | 369 TCN | tên khác là Di Liệt Vương   |
|           | Cơ Biển                     | Chu Hiển Vương       | 368 TCN | —       | 321 TCN |                             |
|           | Cơ Định                     | Chu Thận Tịnh Vương  | 320 TCN | —       | 315 TCN | cũng gọi là Thận Kính Vương |
|           | Cơ Diên                     | Chu Noản Vương       | 314 TCN | —       | 356 TCN | còn được gọi là Ẩn Vương    |
|           | Cơ Kiệt                     | Đông Chu quân        | ?       | —       | 249 TCN | Bị Tần diệt                 |

### Nhà Tần 秦
| Từ 221 TCN đến 207 TCN |  |      |  |
|                        |  |      |  |
| 221 TCN                |  | 1912 |  |

Vào năm thứ 51 thời Tần Chiêu Tương Vương (秦昭襄王), nước Tần tiêu diệt nhà Chu. Do vậy, dù sáu nước Chiến quốc khác vẫn đang tồn tại với tư cách các chế độ độc lập, các nhà chép sử vẫn thường sử dụng năm tiếp sau (năm thứ 52 của Chiêu Tương Vương nhà Tần) làm năm chính thức tiếp nối nhà Chu.
Tần Thủy Hoàng là vị vua Trung Quốc đầu tiên tuyên bố mình làm "Hoàng đế", sau khi thống nhất Trung Quốc năm 221 TCN. Vì thế năm đó thường được tính làm năm bắt đầu "nhà Tần".
| Chân dung | Hoàng đế         | Miếu hiệu | Thụy hiệu                                 | Trị vì        | Trị vì | Trị vì  | Ghi chú                                                                    |  |
| --------- | ---------------- | --------- | ----------------------------------------- | ------------- | ------ | ------- | -------------------------------------------------------------------------- |  |
|           | Tần Thủy Hoàng   | không có  | Thủy Hoàng đế (始皇帝)                    | 221 (246) TCN | —      | 210 TCN | Sáng lập triều đại và cũng là vị hoàng đế đầu tiên trong lịch sử Trung Hoa |  |
|           | Tần Nhị Thế      | không có  | Nhị Thế Hoàng đế (二世皇帝)               | 210 TCN       | —      | 207 TCN | Bị Triệu Cao bức tử                                                        |  |
|           | Tần vương Tử Anh | không có  | Tam Thế Hoàng đế Thương Hoàng đế (殇皇帝) |               |        | 207 TCN | Đầu hàng Hán Cao Tổ, triều đại sụp đổ                                      |  |

### Nhà Hán 漢
| Từ 202 TCN đến 8 CN |  |      |      |  |
|                     |  |      |      |  |
| 221 TCN             |  | 9 CN | 1912 |  |

| Chân dung   | Hoàng đế          | Miếu hiệu                    | Thụy hiệu                       | Trị vì  | Trị vì | Trị vì  | Ghi chú            |
| ----------- | ----------------- | ---------------------------- | ------------------------------- | ------- | ------ | ------- | ------------------ |
|             | Hán Cao Tổ        | Cao Tổ (高祖) Thái Tổ (太祖) | Cao Hoàng đế (高皇帝)           | 202 TCN | —      | 195 TCN | Sáng lập triều đại |
|             | Hán Huệ Đế        | không có                     | Hiếu Huệ Hoàng đế (孝惠皇帝)    | 195 TCN | —      | 188 TCN |                    |
|             | Hán Tiền Thiếu Đế | không có                     | Tiền Thiếu đế (前少帝)          | 188 TCN | —      | 184 TCN | bị giết            |
|             | Hán Hậu Thiếu Đế  | không có                     | Hậu Thiếu đế (後少帝)           | 184 TCN | —      | 180 TCN | bị giết            |
| không khung | Hán Văn Đế        | Thái Tông (太宗)             | Hiếu Văn Hoàng đế (孝文皇帝)    | 180 TCN | —      | 157 TCN |                    |
| không khung | Hán Cảnh Đế       | không có                     | Hiếu Cảnh Hoàng đế (孝景皇帝)   | 157 TCN | —      | 141 TCN |                    |
|             | Hán Vũ Đế         | Thế Tông (世宗)              | Hiếu Vũ Hoàng đế (孝武皇帝)     | 141 TCN | —      | 87 TCN  |                    |
|             | Hán Chiêu Đế      | không có                     | Hiếu Chiêu Hoàng đế (孝昭皇帝)  | 87 TCN  | —      | 74 TCN  |                    |
| không khung | Lưu Hạ            | không có                     | Hải Hôn hầu (海昏侯)            |         | 74 TCN |         | bị phế truất       |
|             | Hán Tuyên Đế      | Trung Tông (中宗)            | Hiếu Tuyên Hoàng đế (孝宣皇帝)  | 74 TCN  | —      | 49 TCN  |                    |
|             | Hán Nguyên Đế     | Cao Tông (高宗)              | Hiếu Nguyên Hoàng đế (孝元皇帝) | 49 TCN  | —      | 33 TCN  |                    |
|             | Hán Thành Đế      | Thống Tông (统宗)            | Hiếu Thành Hoàng đế (孝宣皇帝)  | 33 TCN  | —      | 7 TCN   |                    |
| không khung | Hán Ai Đế         | không có                     | Hiếu Ai Hoàng đế (孝哀皇帝)     | 7 TCN   | —      | 1 TCN   |                    |
|             | Hán Bình Đế       | Nguyên Tông (元宗)           | Hiếu Bình Hoàng đế (孝平皇帝)   | 1 CN    | —      | 5 CN    | bị giết            |
|             | Nhũ Tử Anh        | không có                     | không có                        | 6 CN    | —      | 8 CN    | bị phế truất       |

#### Nhà Tân
| Chân dung | Hoàng đế   | Miếu hiệu | Thụy hiệu | Trị vì | Trị vì | Trị vì | Ghi chú                                    |
| --------- | ---------- | --------- | --------- | ------ | ------ | ------ | ------------------------------------------ |
|           | Vương Mãng | không có  | không có  | 9      | —      | 23     | Sáng lập triều đại và là hoàng đế duy nhất |

#### Huyền Hán
| Hoàng đế  | Miếu hiệu | Thụy hiệu | Trị vì | Trị vì | Trị vì | Ghi chú |
| --------- | --------- | --------- | ------ | ------ | ------ | ------- |
| Lưu Huyền | Diên Tông | không có  | 23     | —      | 25     |         |

#### Xích Mi Hán
| Hoàng đế   | Miếu hiệu | Thụy hiệu         | Trị vì | Trị vì | Trị vì | Ghi chú |
| ---------- | --------- | ----------------- | ------ | ------ | ------ | ------- |
| Lưu Bồn Tử | Không có  | Kiến Thế hoàng đế | 25     | —      | 27     |         |

| Từ 25 đến 220 |    |     |      |  |
|               |    |     |      |  |
| 221 TCN       | 25 | 220 | 1912 |  |

| Chân dung   | Hoàng đế        | Miếu hiệu        | Thụy hiệu                       | Trị vì | Trị vì | Trị vì | Ghi chú               |
| ----------- | --------------- | ---------------- | ------------------------------- | ------ | ------ | ------ | --------------------- |
|             | Hán Quang Vũ Đế | Thế Tổ (世祖)    | Quang Vũ hoàng đế (光武皇帝)    | 25     | —      | 57     | Sáng lập nhà Đông Hán |
|             | Hán Minh Đế     | Hiển Tông (顯宗) | Hiếu Minh Hoàng đế (孝明皇帝)   | 57     | —      | 75     |                       |
| không khung | Hán Chương Đế   | Túc Tông (肅宗)  | Hiếu Chương Hoàng đế (孝章皇帝) | 75     | —      | 88     |                       |
|             | Hán Hòa Đế      | Mục Tông (穆宗)  | Hiếu Hòa Hoàng đế (孝和皇帝)    | 88     | —      | 105    |                       |
|             | Hán Thương Đế   | không có         | Hiếu Thương Hoàng đế (孝殤皇帝) |        | 106    |        |                       |
|             | Hán An Đế       | Cung Tông (恭宗) | Hiếu An Hoàng đế (孝安皇帝)     | 106    | —      | 125    |                       |
|             | Bắc Hương hầu   | không có         | không có                        |        | 125    |        |                       |
|             | Hán Thuận Đế    | Kính Tông (敬宗) | Hiếu Thuận Hoàng đế (孝顺皇帝)  | 125    | —      | 144    |                       |
|             | Hán Xung Đế     | không có         | Hiếu Xung Hoàng đế (孝冲皇帝)   | 144    | —      | 145    |                       |
|             | Hán Chất Đế     | không có         | Hiếu Chất hoàng đế (孝質皇帝)   | 145    | —      | 146    |                       |
| không khung | Hán Hoàn Đế     | Uy Tông (威宗)   | Hiếu Hoàn hoàng đế (孝桓皇帝)   | 146    | —      | 167    |                       |
| không khung | Hán Linh Đế     | không có         | Hiếu Linh Hoàng đế (孝靈皇帝)   | 168    | —      | 189    |                       |
|             | Hán Thiếu Đế    | không có         | Thiếu đế (少帝)                 |        | 189    |        | bị phế truất          |
|             | Hán Hiến Đế     | không có         | Hiếu Hiến hoàng đế (孝献皇帝)   | 189    | —      | 220    |                       |

### Tam Quốc 三国

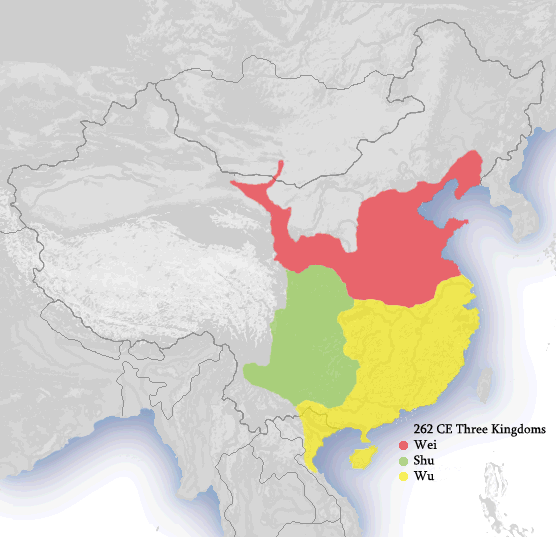
Bản đồ Tam Quốc năm 262.

Thời kỳ Tam Quốc (phồn thể: 三國, giản thể: 三国, Pinyin: Sānguó) là một thời kỳ trong lịch sử Trung Quốc. Một cách chính xác theo khoa học thì nó bắt đầu vào năm 220 khi nhà Ngụy được thành lập và kết thúc năm 280 khi Đông Ngô sụp đổ và nhà Tây Tấn thống nhất Trung Hoa. Tuy nhiên, nhiều nhà sử học Trung Quốc cũng như nhiều người dân khác cho rằng thời kỳ này bắt đầu năm 190 khi liên minh chống Đổng Trác được thành lập cuối thời nhà Hán.
Mặc dù tương đối ngắn, thời kỳ lịch sử này đã được tiểu thuyết hóa trong văn học và rất nổi tiếng ở Trung Quốc, Nhật Bản, Triều Tiên và các nước Đông Nam Á. Nó được chuyển thể thành các vở kịch, tiểu thuyết, truyện dân gian, truyện dã sử cũng như trong phim ảnh, phim truyền hình nhiều tập và trò chơi điện tử. Nổi bật nhất trong số đó là tác phẩm Tam Quốc diễn nghĩa của La Quán Trung, một tác phẩm hư cấu dựa phần lớn theo lịch sử. Ghi chép lịch sử chính thức của thời kỳ này là Tam Quốc Chí của Trần Thọ, với sự hiệu đính của Bùi Tùng Chi sau này.
Thời kỳ Tam quốc này cũng là một trong những thời kỳ đẫm máu nhất trong lịch sử Trung Quốc. Điều tra dân số cuối thời kỳ nhà Đông Hán cho con số là khoảng 56 triệu người, trong khi đó điều tra dân số trong thời kỳ đầu nhà Tây Tấn (sau khi Tấn thống nhất Trung Quốc) chỉ còn khoảng 26 triệu người. Cho dù con số thống kê có thể có sai số lớn nhưng hoàn toàn đủ cơ sở để nói rằng phần lớn dân số đã chết vì các cuộc chiến tranh liên miên trong thời kỳ này.
| Từ 220 đến 265 |     |     |      |  |
|                |     |     |      |  |
| 221 TCN        | 220 | 265 | 1912 |  |

| Chân dung | Hoàng đế               | Miếu hiệu                  | Thụy hiệu                     | Trị vì | Trị vì | Trị vì | Ghi chú                                       |
| --------- | ---------------------- | -------------------------- | ----------------------------- | ------ | ------ | ------ | --------------------------------------------- |
|           | Tào Phi                | Cao Tổ (高祖)Thế Tổ (世祖) | Văn Hoàng đế (文皇帝)         | 220    | —      | 226    | Sáng lập triều đại                            |
|           | Tào Duệ (hay Tào Tuấn) | Liệt Tổ (烈祖)             | Minh Hoàng đế (明皇帝)        | 227    | —      | 239    |                                               |
|           | Tào Phương             | không có                   | Phế đế (廢帝)                 | 239    | —      | 254    | bị Tư Mã Sư phế truất                         |
|           | Tào Mao                | không có                   | Cao Quý Hương công (高貴鄉公) | 254    | —      | 260    | bị bộ hạ của Tư Mã Chiêu là Thành Tế giết hại |
|           | Tào Hoán               | không có                   | Nguyên Hoàng đế (元皇帝)      | 260    | —      | 265    | bị Tư Mã Viêm phế truất, triều đại sụp đổ     |

| Tiếp tục nhà Hán, từ 220 đến 263 |     |     |      |  |
|                                  |     |     |      |  |
| 221 TCN                          | 220 | 263 | 1912 |  |

| Chân dung | Hoàng đế  | Miếu hiệu                       | Thụy hiệu                      | Trị vì | Trị vì | Trị vì | Ghi chú                           |
| --------- | --------- | ------------------------------- | ------------------------------ | ------ | ------ | ------ | --------------------------------- |
|           | Lưu Bị    | Liệt Tổ (烈祖) Thái Tông (太宗) | Chiêu Liệt Hoàng đế (昭烈皇帝) | 220    | —      | 223    | Sáng lập triều đại                |
|           | Lưu Thiện | Nhân Tông (仁宗)                | Hiếu Hoài Hoàng đế (孝懷皇帝)  | 223    | —      | 263    | đầu hàng Tào Ngụy, nhà Hán sụp đổ |

| Từ 220 đến 280 |     |     |      |  |
|                |     |     |      |  |
| 221 TCN        | 220 | 280 | 1912 |  |

| Chân dung | Hoàng đế  | Miếu hiệu        | Thụy hiệu                             | Trị vì | Trị vì | Trị vì | Ghi chú                            |
| --------- | --------- | ---------------- | ------------------------------------- | ------ | ------ | ------ | ---------------------------------- |
|           | Tôn Quyền | Thái Tổ (太祖)   | Đại Hoàng đế (大皇帝)                 | 229    | —      | 252    | Sáng lập triều đại                 |
|           | Tôn Lượng | không có         | Phế đế (廢帝)                         | 252    | —      | 258    |                                    |
|           | Tôn Hưu   | Thái Tông (太宗) | Cảnh Hoàng đế (景皇帝)                | 258    | —      | 264    |                                    |
|           | Tôn Hạo   | không có         | Quy Mệnh Hầu (歸命侯) Mạt đế (末皇帝) | 264    | —      | 280    | đầu hàng nhà Tấn, triều đại sụp đổ |

### Nhà Tấn
| Từ 265 đến 317 |     |     |      |  |
|                |     |     |      |  |
| 221 TCN        | 265 | 317 | 1912 |  |

| Chân dung | Hoàng đế    | Miếu hiệu     | Thụy hiệu                     | Trị vì | Trị vì | Trị vì | Ghi chú                                  |
| --------- | ----------- | ------------- | ----------------------------- | ------ | ------ | ------ | ---------------------------------------- |
|           | Tấn Vũ Đế   | Thế Tổ (世祖) | Vũ Hoàng đế (武皇帝)          | 266    | —      | 290    | Sáng lập triều đại                       |
|           | Tấn Huệ Đế  | không có      | Hiếu Huệ Hoàng đế (孝惠皇帝)  | 290    | —      | 306    |                                          |
|           | Tấn Hoài Đế | không có      | Hiếu Hoài Hoàng Đế (孝懷皇帝) | 311    | —      | 313    | bị Lưu Thông giết                        |
|           | Tấn Mẫn Đế  | không có      | Hiếu Mẫn Hoàng Đế (孝愍皇帝)  | 313    | —      | 317    | bị Lưu Thông sát hại. Nhà Tây Tấn sụp đổ |

| Từ 317 đến 420 |     |     |      |  |
|                |     |     |      |  |
| 221 TCN        | 317 | 420 | 1912 |  |

| Hoàng đế        | Miếu hiệu         | Thụy hiệu                    | Trị vì | Trị vì | Trị vì | Ghi chú                           |
| --------------- | ----------------- | ---------------------------- | ------ | ------ | ------ | --------------------------------- |
| Tấn Nguyên Đế   | Trung Tông (中宗) | Nguyên Hoàng đế (元皇帝)     | 317    | —      | 323    | Sáng lập triều đại                |
| Tấn Minh Đế     | Túc Tông (肅宗)   | Minh Hoàng đế (明皇帝)       | 323    | —      | 325    |                                   |
| Tấn Thành Đế    | Hiển Tông (顯宗)  | Thành Hoàng đế (成皇帝)      | 325    | —      | 342    |                                   |
| Tấn Khang Đế    | không có          | Khang Hoàng đế (康皇帝)      | 342    | —      | 344    |                                   |
| Tấn Mục Đế      | Hiếu Tông (孝宗)  | Mục Hoàng đế (穆皇帝)        | 344    | —      | 361    |                                   |
| Tấn Ai Đế       | không có          | Ai Hoàng đế (哀皇帝)         | 361    | —      | 365    |                                   |
| Tấn Phế Đế      | Hiển Tông (顯宗)  | Thành Hoàng đế (成皇帝)      | 365    | —      | 372    | bị phế truất                      |
| Tấn Giản Văn Đế | Thái Tông(太宗)   | Giản Văn Hoàng đế (簡文皇帝) |        | 372    |        |                                   |
| Tấn Hiếu Vũ Đế  | Liệt Tông         | Hiếu Vũ Hoàng đế (孝武皇帝)  | 372    | —      | 396    |                                   |
| Tấn An Đế       | không có          | An Hoàng đế (安皇帝)         | 396    | —      | 419    | Bị Lưu Dụ giết                    |
| Tấn Cung Đế     | không có          | Cung Hoàng đế (恭皇帝)       | 419    | —      | 420    | Bị Lưu Dụ giết. Nhà Tấn diệt vong |

### Nam Bắc triều
| Từ 420 đến 589 |     |     |      |  |
|                |     |     |      |  |
| 221 TCN        | 420 | 589 | 1912 |  |

Nam Bắc triều (tiếng Trung: 南北朝; bính âm: Nánběicháo, 420-589) là một giai đoạn trong lịch sử Trung Quốc, bắt đầu từ năm 420 khi Lưu Dụ soán Đông Tấn mà lập nên Lưu Tống, kéo dài đến năm 589 khi Tùy diệt Trần. Về trình tự, thời kỳ Nam Bắc triều nối tiếp thời kỳ Đông Tấn-Ngũ Hồ thập lục quốc, sau nó là triều Tùy. Do hai thế lực bắc-nam đối lập trong một thời gian dài, do vậy gọi là Nam Bắc triều. Nam triều (420-589) bao gồm bốn triều đại: Lưu Tống, Nam Tề, Lương, Trần; Bắc triều (439-589) bao gồm năm triều đại: Bắc Ngụy, Đông Ngụy, Tây Ngụy, Bắc Tề, Bắc Chu.

#### Bắc triều
| Từ 386 đến 535 |     |     |      |  |
|                |     |     |      |  |
| 221 TCN        | 386 | 535 | 1912 |  |

| Chân dung | Hoàng đế                | Miếu hiệu        | Thụy hiệu                                         | Trị vì | Trị vì | Trị vì | Ghi chú                         |
| --------- | ----------------------- | ---------------- | ------------------------------------------------- | ------ | ------ | ------ | ------------------------------- |
|           | Bắc Ngụy Đạo Vũ Đế      | Thái Tổ (太祖)   | Đạo Vũ Hoàng đế (道武皇帝)                        | 386    | —      | 409    | Sáng lập triều đại              |
|           | Bắc Ngụy Minh Nguyên Đế | Thái Tông (太宗) | Minh Nguyên Hoàng đế (明元皇帝)                   | 409    | —      | 423    |                                 |
|           | Bắc Ngụy Thái Vũ Đế     | Thế Tổ (世祖)    | Thái Vũ Hoàng đế (太武皇帝)                       | 424    | —      | 452    | thống nhất miền Bắc Trung Quốc  |
|           | Thác Bạt Dư             | không có         | Nam An vương (南安王)                             |        | 452    |        |                                 |
|           | Bắc Ngụy Văn Thành Đế   | Cao Tông (高宗)  | Văn Thành Hoàng đế (文成皇帝)                     | 452    | —      | 465    |                                 |
|           | Bắc Ngụy Hiến Văn Đế    | Hiển Tổ (顯祖)   | Hiến Văn Hoàng đế (獻文皇帝)                      | 465    | —      | 471    |                                 |
|           | Bắc Ngụy Hiếu Văn Đế    | Cao Tổ (高祖)    | Hiếu Văn Hoàng đế (孝文皇帝)                      | 471    | —      | 499    | họ hoàng tộc đổi sang họ Nguyên |
|           | Bắc Ngụy Tuyên Vũ Đế    | Thế Tông (世宗)  | Tuyên Vũ Hoàng đế (宣武皇帝)                      | 499    | —      | 515    |                                 |
|           | Bắc Ngụy Hiếu Minh Đế   | Túc Tông (肅宗)  | Hiếu Minh Hoàng đế (孝明皇帝)                     | 515    | —      | 528    |                                 |
|           | Nguyên Chiêu            | không có         | Ấu chúa (幼主)                                    |        | 528    |        |                                 |
|           | Bắc Ngụy Hiếu Trang Đế  | Kính Tông (敬宗) | Hiếu Trang Hoàng đế (孝莊皇帝)                    | 528    | —      | 531    |                                 |
|           | Nguyên Diệp             | không có         | không có                                          | 530    | —      | 531    |                                 |
|           | Bắc Ngụy Tiết Mẫn Đế    | Liệt Tông (烈宗) | Tiết Mẫn Hoàng đế (節閔皇帝) Tiền Phế đế (前廢帝) | 531    | —      | 532    |                                 |
|           | Nguyên Lãng (Bắc Ngụy)  | không có         | Hậu Phế đế (後廢帝)                               | 531    | —      | 532    |                                 |
|           | Bắc Ngụy Hiếu Vũ Đế     | Hiển Tông (顯宗) | Hiếu Vũ Hoàng đế (孝武皇帝) Xuất đế (出帝)        | 532    | —      | 535    | phân liệt Đông-Tây Ngụy         |

| Từ 534 đến 550 |     |     |      |  |
|                |     |     |      |  |
| 221 TCN        | 534 | 550 | 1912 |  |

| Hoàng đế               | Miếu hiệu | Thụy hiệu                     | Trị vì | Trị vì | Trị vì | Ghi chú                               |
| ---------------------- | --------- | ----------------------------- | ------ | ------ | ------ | ------------------------------------- |
| Đông Ngụy Hiếu Tĩnh Đế | không có  | Hiếu Tĩnh Hoàng đế (孝靜皇帝) | 534    | —      | 550    | Cao Dương cướp ngôi. Triều đại sụp đổ |

| Từ 535 đến 557 |     |     |      |  |
|                |     |     |      |  |
| 221 TCN        | 535 | 557 | 1912 |  |

| Hoàng đế         | Miếu hiệu | Thụy hiệu             | Trị vì | Trị vì | Trị vì | Ghi chú                                                    |
| ---------------- | --------- | --------------------- | ------ | ------ | ------ | ---------------------------------------------------------- |
| Tây Ngụy Văn Đế  | không có  | Văn Hoàng đế (文皇帝) | 535    | —      | 551    |                                                            |
| Tây Ngụy Phế Đế  | không có  | không có              | 551    | —      | 554    |                                                            |
| Tây Ngụy Cung Đế | không có  | không có              | 554    | —      | 556    | Vũ Văn Hộ ép nhường ngôi cho Vũ Văn Giác. Triều đại sụp đổ |

| Từ 550 đến 577 |     |     |      |  |
|                |     |     |      |  |
| 221 TCN        | 550 | 577 | 1912 |  |

| Hoàng đế        | Miếu hiệu       | Thụy hiệu                      | Trị vì | Trị vì | Trị vì | Ghi chú                                              |
| --------------- | --------------- | ------------------------------ | ------ | ------ | ------ | ---------------------------------------------------- |
| Bắc Tề Hiển Tổ  | Hiển Tổ (顯祖)  | Văn Tuyên Hoàng đế (文宣皇帝)  | 550    | —      | 559    | Sáng lập triều đại                                   |
| Bắc Tề Phế Đế   | không có        | Mẫn Điệu vương (愍悼王)        | 559    | —      | 560    |                                                      |
| Bắc Tề Túc Tông | Túc Tông (肃宗) | Hiếu Chiêu Hoàng đế (孝昭皇帝) | 560    | —      | 561    |                                                      |
| Bắc Tề Thế Tổ   | Thế Tổ (世祖)   | Vũ Thành Hoàng Đế (武成皇帝)   | 561    | —      | 565    |                                                      |
| Bắc Tề Hậu Chủ  | không có        | Ôn công                        | 565    | —      | 577    |                                                      |
| Bắc Tề Ấu Chủ   | không có        | không có                       |        | 577    |        | Còn gọi là Thủ Quốc Thiên Vương. Triều đại diệt vong |

| Từ 557 đến 581 |     |     |      |  |
|                |     |     |      |  |
| 221 TCN        | 557 | 581 | 1912 |  |

| Chân dung | Hoàng đế            | Miếu hiệu       | Thụy hiệu                    | Trị vì | Trị vì | Trị vì | Ghi chú                                         |
| --------- | ------------------- | --------------- | ---------------------------- | ------ | ------ | ------ | ----------------------------------------------- |
|           | Bắc Chu Hiếu Mẫn Đế | không có        | Hiếu Mẫn Hoàng đế (孝閔皇帝) |        | 557    |        |                                                 |
|           | Bắc Chu Minh Đế     | Thế Tông (世宗) | Minh Hoàng đế (明皇帝)       | 557    | —      | 560    |                                                 |
|           | Bắc Chu Vũ Đế       | Cao Tổ (高祖)   | Vũ Hoàng đế (周武帝)         | 560    | —      | 578    | Tiêu diệt Bắc Tề thống nhất miền Bắc Trung Quốc |
|           | Bắc Chu Tuyên Đế    | không có        | Tuyên Hoàng đế (宣皇帝)      | 578    | —      | 579    |                                                 |
|           | Bắc Chu Tĩnh Đế     | không có        | Tĩnh Hoàng đế (靜皇帝)       | 579    | —      | 581    | Dương Kiên soán ngôi. Triều đại sụp đổ          |

#### Nam triều
| Từ 420 đến 479 |  |  |      |  |
|                |  |  |      |  |
| 221 TCN        |  |  | 1912 |  |

| Hoàng đế            | Miếu hiệu                       | Thụy hiệu                   | Trị vì | Trị vì | Trị vì | Ghi chú                        |
| ------------------- | ------------------------------- | --------------------------- | ------ | ------ | ------ | ------------------------------ |
| Lưu Tống Vũ Đế      | Cao Tổ (高祖)                   | Vũ Hoàng đế (武皇帝)        | 420    | —      | 422    | Sáng lập triều đại             |
| Lưu Tống Thiếu Đế   | không có                        | Thiếu đế (少帝)             | 422    | —      | 424    | bị phế truất                   |
| Lưu Tống Văn Đế     | Thái Tổ (太祖)Trung Tông (中宗) | Văn Hoàng đế (文皇帝)       | 424    | —      | 453    |                                |
| Lưu Thiệu           | không có                        | Nguyên Hung (元凶)          |        | 453    |        | bị phế truất                   |
| Lưu Tống Hiếu Vũ Đế | Thế Tổ (世祖)                   | Hiếu Vũ Hoàng đế (孝武皇帝) | 453    | —      | 465    |                                |
| Lưu Tử Nghiệp       | không có                        | (Tiền) Phế Đế ((前)廢帝)    |        | 465    |        | bị ám sát                      |
| Lưu Tống Minh Đế    | Thái Tông (太宗)                | Minh Hoàng đế (明皇帝)      | 465    | —      | 472    |                                |
| Thương Ngô vương    | không có                        | (Hậu) Phế Đế ((後)廢帝)     | 473    | —      | 477    | bị phế truất                   |
| Lưu Tống Thuận Đế   | không có                        | Thuận Hoàng đế (順皇帝)     | 477    | —      | 479    | bị phế truất, triều đại sụp đổ |

| Từ 479 đến 502 |  |  |      |  |
|                |  |  |      |  |
| 221 TCN        |  |  | 1912 |  |

| Hoàng đế          | Miếu hiệu       | Thụy hiệu                          | Trị vì | Trị vì | Trị vì | Ghi chú                        |
| ----------------- | --------------- | ---------------------------------- | ------ | ------ | ------ | ------------------------------ |
| Nam Tề Cao Đế     | Thái Tổ (太祖)  | Cao Hoàng đế (高皇帝)              | 479    | —      | 482    | Sáng lập triều đại             |
| Nam Tề Vũ Đế      | Thế Tổ (世祖)   | Vũ Hoàng đế (武皇帝)               | 482    | —      | 493    |                                |
| Tiêu Chiêu Nghiệp | không có        | Uất Lâm Vương (鬱林王)             |        | 494    |        | bị phế truất                   |
| Tiêu Chiêu Văn    | không có        | Hải Lăng Vương (海陵王)            |        | 494    |        | bị phế truất                   |
| Nam Tề Minh Đế    | Cao Tông (高宗) | Minh Hoàng đế (明皇帝)             | 494    | —      | 498    |                                |
| Tiêu Bảo Quyển    | không có        | Đông Hôn Hầu (東昏侯)Dạng hoàng đế | 499    | —      | 502    | bị giết                        |
| Nam Tề Hòa Đế     | không có        | Hòa Hoàng đế (和皇帝)              | 501    | —      | 502    | bị phế truất, triều đại sụp đổ |

| Từ 502 đến 557 |  |  |      |  |
|                |  |  |      |  |
| 221 TCN        |  |  | 1912 |  |

| Hoàng đế          | Miếu hiệu                | Thụy hiệu                       | Trị vì | Trị vì | Trị vì | Ghi chú                                                |
| ----------------- | ------------------------ | ------------------------------- | ------ | ------ | ------ | ------------------------------------------------------ |
| Lương Vũ Đế       | Cao Tổ (高祖)            | Vũ Hoàng đế (武皇帝)            | 502    | —      | 549    | Sáng lập triều đại, về sau bị chết trong loạn Hầu Cảnh |
| Lương Giản Văn Đế | Thái Tông (太宗)Cao Tông | Giản Văn Hoàng đế (簡文皇帝)    | 549    | —      | 551    | bị Hầu Cảnh ép nhường ngôi cho Tiêu Đống               |
| Dự Chương Vương   | không có                 | không có                        | 551    | —      | 552    | bị phế truất                                           |
| Lương Nguyên Đế   | Thế Tổ(世祖)             | Hiếu Nguyên Hoàng đế (孝元皇帝) | 552    | —      | 555    |                                                        |
| Tiêu Uyên Minh    | không có                 | Mẫn đế (閔帝)                   |        | 555    |        |                                                        |
| Lương Kính Đế     | không có                 | Kính Hoàng đế (敬皇帝)          | 555    | —      | 557    | bị Trần Bá Tiên giết và cướp ngôi, nhà Lương sụp đổ    |

| Từ 557 đến 589 |  |  |      |  |
|                |  |  |      |  |
| 221 TCN        |  |  | 1912 |  |

| Chân dung | Hoàng đế      | Miếu hiệu       | Thụy hiệu                          | Trị vì | Trị vì | Trị vì | Ghi chú                               |
| --------- | ------------- | --------------- | ---------------------------------- | ------ | ------ | ------ | ------------------------------------- |
|           | Trần Vũ Đế    | Cao Tổ (太祖)   | Vũ Đế (武帝)                       | 557    | —      | 559    | Sáng lập triều đại                    |
|           | Trần Văn Đế   | Thế Tổ (世祖)   | Văn đế (文帝)                      | 559    | —      | 566    |                                       |
|           | Trần Phế Đế   | không có        | Lâm Hải vương (临海王)             | 566    | —      | 570    | bị phế truất                          |
|           | Trần Tuyên Đế | Cao Tông (高宗) | Tuyên đế (宣帝)                    | 570    | —      | 582    |                                       |
|           | Trần Hậu Chủ  | không có        | Trường Thành Dương công (長城煬公) | 582    | —      | 589    | bị nhà Tùy đánh bại, triều đại sụp đổ |

### Nhà Tùy
| Từ 581 đến 617 |  |  |      |  |
|                |  |  |      |  |
| 221 TCN        |  |  | 1912 |  |

| Chân dung | Hoàng đế    | Miếu hiệu     | Thụy hiệu      | Trị vì           | Trị vì | Trị vì          | Ghi chú                     |
| --------- | ----------- | ------------- | -------------- | ---------------- | ------ | --------------- | --------------------------- |
|           | Tùy Văn Đế  | Cao Tổ (太祖) | Văn đế (文帝)  | 4 tháng 3, 581   | —      | 13 tháng 8, 604 | Sáng lập triều đại          |
|           | Tùy Dạng Đế | Thế Tổ (世祖) | Dạng đế (煬帝) | 21 tháng 8, 604  | —      | 11 tháng 4, 618 |                             |
|           | Tùy Cung đế | không có      | Cung đế        | 18 tháng 12, 617 | —      | 12 tháng 6, 618 | bị ám sát, triều đại sụp đổ |

### Nhà Đường

#### Nhà Đường trước thời Võ Chu
| Từ 618 đến 690 |  |  |      |  |
|                |  |  |      |  |
| 221 TCN        |  |  | 1912 |  |

| Chân dung | Hoàng đế         | Miếu hiệu         | Thụy hiệu                                                                 | Trị vì | Trị vì | Trị vì | Ghi chú                   |
| --------- | ---------------- | ----------------- | ------------------------------------------------------------------------- | ------ | ------ | ------ | ------------------------- |
|           | Đường Cao Tổ     | Cao Tổ (高祖)     | Cao Tổ Thần Nghiêu Đại Thánh Đại Quang Hiếu Hoàng Đế (神堯大聖大光孝皇帝) | 618    | —      | 626    | Sáng lập triều đại        |
|           | Đường Thái Tông  | Thái Tông (文武)  | Văn Vũ Đại Thánh Đại Quảng Hiếu Hoàng đế (文武大聖大廣孝皇帝)             | 626    | —      | 649    |                           |
|           | Đường Cao Tông   | Cao Tông (真宗)   | Thiên Hoàng Đại Thánh Đại Hoằng Hiếu Hoàng đế (天皇大聖大弘孝皇帝)        | 650    | —      | 683    |                           |
|           | Đường Trung Tông | Trung Tông (中宗) | Đại Hòa Đại Thánh Đại Chiêu Hiếu Hoàng đế (大和大聖大昭孝皇帝)            |        | 684    |        | bị Võ Tắc Thiên phế truất |
|           | Đường Duệ Tông   | Duệ Tông (睿宗)   | Huyền Chân Đại Thánh Đại Hưng Hiếu Hoàng đế (玄真大聖大興孝皇帝)          | 684    | —      | 690    | bị Võ Tắc Thiên phế truất |

#### Nhà Võ Chu
| Từ 690 đến 705 |  |  |      |  |
|                |  |  |      |  |
| 221 TCN        |  |  | 1912 |  |

| Chân dung | Hoàng đế     | Miếu hiệu | Thụy hiệu                                      | Trị vì | Trị vì | Trị vì | Ghi chú                                                                                  |
| --------- | ------------ | --------- | ---------------------------------------------- | ------ | ------ | ------ | ---------------------------------------------------------------------------------------- |
|           | Võ Tắc Thiên | không có  | Tắc Thiên Thuận Thánh Hoàng Hậu (則天順聖皇后) | 690    | —      | 705    | Nữ hoàng đế duy nhất trong lịch sử Trung Quốc truyền ngôi cho Lý Hiển (Đường Trung Tông) |

#### Tiếp tục nhà Đường
| Từ 705 đến 907 |  |  |      |  |
|                |  |  |      |  |
| 221 TCN        |  |  | 1912 |  |

| Chân dung   | Hoàng đế                   | Miếu hiệu                   | Thụy hiệu | Trị vì | Trị vì | Trị vì | Ghi chú |
| ----------- | -------------------------- | --------------------------- | --- | ------ | ------ | ------ | ------- |
|             | Đường Trung Tông (lần hai) | Trung Tông (中宗)           | Đại Hòa Đại Thánh Đại Chiêu Hiếu hoàng đế (大和大圣大昭孝皇帝)                                                                            | 705    | —      | 710    |         |
|             | Đường Thương Đế            |                             | Thương hoàng đế (殤皇帝) |        | 710    |        |         |
|             | Đường Duệ Tông (lần hai)   | Duệ Tông (睿宗)             | Huyền Chân Đại Thánh Đại Hưng Hiếu Hoàng đế (玄真大聖大興孝皇帝)                                                                          | 710    | —      | 712    |         |
|             | Đường Huyền Tông           | Huyền Tông (玄宗)           | Chí Đạo Đại Thánh Đại Minh Hiếu hoàng đế (至道大圣大明孝皇帝)                                                                             | 712    | —      | 756    |         |
|             | Đường Túc Tông             | Túc Tông (肅宗)             | Văn Minh Vũ Đức Đại Thánh Đại Tuyên Hiếu hoàng đế (文明武德大圣大宣孝皇帝)                                                                | 756    | —      | 762    |         |
|             | Đường Đại Tông             | Đại Tông (代宗)             | Duệ Văn Hiếu Vũ hoàng đế (睿文孝武皇帝)                                                                                                   | 762    | —      | 779    |         |
|             | Đường Đức Tông             | Đức Tông (德宗)             | Thần Vũ Hiếu Văn hoàng đế (神武孝文皇帝)                                                                                                  | 779    | —      | 805    |         |
|             | Đường Thuận Tông           | Thuận Tông (顺宗)           | Chí Đức Hoằng Đạo Đại Thánh Đại An Hiếu hoàng đế (至德弘道大圣大安孝皇帝)                                                                 | 805    | —      | 806    |         |
| không khung | Đường Hiến Tông            | Hiến Tông (宪宗)            | Chiêu Văn Chương Vũ Đại Thánh Chí Thần Hiếu hoàng đế (昭文章武大圣至神孝皇帝)                                                             | 806    | —      | 820    |         |
| không khung | Đường Mục Tông             | Mục Tông (穆宗)             | Duệ Thánh Văn Huệ Hiếu hoàng đế (睿圣文惠孝皇帝)                                                                                          | 820    | —      | 824    |         |
|             | Đường Kính Tông            | Kính Tông (敬宗)            | Duệ Vũ Chiêu Mẫn Hiếu hoàng đế (睿武昭愍孝皇帝)                                                                                           | 824    | —      | 827    |         |
| không khung | Đường Văn Tông             | Văn Tông (文宗)             | Nguyên Thánh Chiêu Hiến Hiếu hoàng đế (元圣昭献孝皇帝)                                                                                    | 827    | —      | 840    |         |
|             | Đường Vũ Tông              | Vũ Tông (武宗)              | Chí Đạo Chiêu Túc Hiếu hoàng đế (至道昭肃孝皇帝)                                                                                          | 840    | —      | 846    |         |
|             | Đường Tuyên Tông           | Tuyên Tông (宣宗)           | Nguyên Thánh Chí Minh Thành Vũ Hiến Văn Duệ Trí Chương Nhân Thần Thông Ý Đạo Đại Hiếu hoàng đế (元圣至明成武献文睿智章仁神聪懿道大孝皇帝) | 846    | —      | 859    |         |
| không khung | Đường Ý Tông               | Ý Tông (懿宗)               | Chiêu Thánh Cung Huệ Hiếu hoàng đế (昭圣恭惠孝皇帝)                                                                                       | 859    | —      | 873    |         |
| không khung | Đường Hi Tông              | Hi Tông (僖宗)              | Huệ Thánh Cung Định Hiếu hoàng đế (惠圣恭定孝皇帝)                                                                                        | 873    | —      | 888    |         |
| không khung | Đường Chiêu Tông           | Chiêu Tông (昭宗)Tương Tông | Thánh Mục Cảnh Văn Hiếu hoàng đế (圣穆景文孝皇帝)                                                                                         | 888    | —      | 904    |         |
|             | Đường Ai Đế                | Cảnh Tông                   | Ai hoàng đế (哀皇帝) Chiêu Tuyên Quang Liệt Hiếu hoàng đế (昭宣光烈孝皇帝)                                                                | 904    | —      | 907    |         |

### Ngũ Đại Thập Quốc

#### Ngũ Đại
| Từ 907 đến 923 |     |     |      |  |
|                |     |     |      |  |
| 221 TCN        | 907 | 923 | 1912 |  |

| Chân dung | Hoàng đế                | Miếu hiệu       | Thụy hiệu                                 | Trị vì | Trị vì | Trị vì | Ghi chú            |
| --------- | ----------------------- | --------------- | ----------------------------------------- | ------ | ------ | ------ | ------------------ |
|           | Hậu Lương Thái Tổ       | Thái Tổ (太祖)  | Thần Vũ Nguyên Thánh Hiếu Hoàng Đế (大帝) | 907    | —      | 912    | Sáng lập triều đại |
|           | Dĩnh Vương Chu Hữu Khuê | Thứ Nhân        | không có (廢帝)                           | 912    | —      | 913    |                    |
|           | Hậu Lương Mạt Đế        | không có (太宗) | Mạt Đế (景帝)                             | 913    | —      | 923    | Triều đại sụp đổ   |

| Từ 923 đến 936 |     |     |      |  |
|                |     |     |      |  |
| 221 TCN        | 923 | 936 | 1912 |  |

| Chân dung | Hoàng đế             | Miếu hiệu         | Thụy hiệu                                           | Trị vì | Trị vì | Trị vì | Ghi chú                |
| --------- | -------------------- | ----------------- | --------------------------------------------------- | ------ | ------ | ------ | ---------------------- |
|           | Hậu Đường Trang Tông | Trang Tông (莊宗) | Quang Thánh Thần Mẫn Hiếu Hoàng Đế (光聖神閔孝皇帝) | 923    | —      | 926    | Sáng lập triều đại     |
|           | Hậu Đường Minh Tông  | Minh Tông         | Thánh Đức Hòa Vũ Khâm Hiếu Hoàng Đế                 | 926    | —      | 933    |                        |
|           | Hậu Đường Mẫn Đế     | không có (太宗)   | không có (太宗)                                     | 933    | —      | 934    |                        |
|           | Hậu Đường Phế Đế     | không có          | không có                                            | 934    | —      | 937    | Bị Khiết Đan tiêu diệt |

| Từ 936 đến 947 |     |     |      |  |
|                |     |     |      |  |
| 221 TCN        | 936 | 947 | 1912 |  |

| Hoàng đế        | Miếu hiệu | Thụy hiệu                                                       | Trị vì | Trị vì | Trị vì | Ghi chú                |
| --------------- | --------- | --------------------------------------------------------------- | ------ | ------ | ------ | ---------------------- |
| Hậu Tấn Cao Tổ  | Cao Tổ    | Thánh Văn Chương Vũ Minh Đức Hiếu Hoàng Đế (聖文章武明德孝皇帝) | 936    | —      | 942    | Sáng lập triều đại     |
| Hậu Tấn Xuất Đế | không có  | Xuất Đế                                                         | 942    | —      | 946    | Bị Khiết Đan tiêu diệt |

| Từ 947 đến 950 |     |     |      |  |
|                |     |     |      |  |
| 221 TCN        | 947 | 950 | 1912 |  |

| Hoàng đế       | Miếu hiệu | Thụy hiệu                                | Trị vì | Trị vì | Trị vì | Ghi chú                                 |
| -------------- | --------- | ---------------------------------------- | ------ | ------ | ------ | --------------------------------------- |
| Hậu Hán Cao Tổ | Cao Tổ    | Duệ Văn Thánh Vũ Chiêu Túc Hiếu Hoàng Đế | 947    | —      | 948    | Sáng lập triều đại                      |
| Hậu Hán Ẩn Đế  | không có  | Ẩn Đế                                    | 948    | —      | 950    | Quách Uy soán ngôi. Triều đại diệt vong |

| Từ 951 đến 959 |     |     |      |  |
|                |     |     |      |  |
| 221 TCN        | 907 | 923 | 1912 |  |

| Chân dung | Hoàng đế         | Miếu hiệu | Thụy hiệu                                                | Trị vì | Trị vì | Trị vì | Ghi chú                                    |
| --------- | ---------------- | --------- | -------------------------------------------------------- | ------ | ------ | ------ | ------------------------------------------ |
|           | Hậu Chu Thái Tổ  | Thái Tổ   | Thánh Thần Cung Túc Văn Vũ Hiếu Hoàng Đế                 | 951    | —      | 954    |                                            |
|           | Hậu Chu Thế Tông | Thế Tông  | Duệ Vũ Hiếu Văn Hoàng Đế                                 | 954    | —      | 959    |                                            |
|           | Hậu Chu Cung Đế  | Quý Tông  | Hoàn Thiên Thanh Địa Phấn Văn Dương Vũ Tuệ Cung Hoàng Đế | 959    | —      | 960    | Triệu Khuông Dẫn cướp ngôi lập ra nhà Tống |

### Nhà Liêu
| Từ 907 đến 1125 |     |      |      |  |
|                 |     |      |      |  |
| 221 TCN         | 907 | 1125 | 1912 |  |

| Hoàng đế         | Miếu hiệu  | Thụy hiệu                                                        | Trị vì | Trị vì | Trị vì | Ghi chú             |
| ---------------- | ---------- | ---------------------------------------------------------------- | ------ | ------ | ------ | ------------------- |
| Liêu Thái Tổ     | Thái Tổ    | Đại Thánh Đại Minh Thần Liệt Thiên Hoàng Đế (大聖大明神烈天皇帝) | 916    | —      | 926    | Sáng lập triều đại  |
| Liêu Thái Tông   | Thái Tông  | Hiếu Vũ Huệ Văn Hoàng Đế (孝武惠文皇帝)                          | 926    | —      | 947    |                     |
| Liêu Thế Tông    | Thế Tông   | Hiếu Hòa Trang Hiến Hoàng Đế                                     | 947    | —      | 951    |                     |
| Liêu Mục Tông    | Mục Tông   | Hiếu An Kính Chính Hoàng Đế (孝安敬正皇帝)                       | 951    | —      | 969    |                     |
| Liêu Cảnh Tông   | Cảnh Tông  | Hiếu Thành Khang Tịnh Hoàng Đế (孝成康靖皇帝)                    | 969    | —      | 982    |                     |
| Liêu Thánh Tông  | Thánh Tông | Văn Võ Đại Hiếu Tuyên Hoàng Đế (文武大孝宣皇帝)                  | 982    | —      | 1031   |                     |
| Liêu Hưng Tông   | Hưng Tông  | Thần Thánh Hiếu Chương Hoàng Đế (神聖孝章皇帝)                   | 1031   | —      | 1055   |                     |
| Liêu Đạo Tông    | Đạo Tông   | Hiếu Văn Hoàng Đế (孝文皇帝)                                     | 1055   | —      | 1101   |                     |
| Liêu Thiên Tộ Đế |            | Thiên Tộ Hoàng Đế (耶律延禧)                                     | 1101   | —      | 1125   | Triều đại diệt vong |

### Tây Hạ
| Từ 1032 đến 1227 |      |      |      |  |
|                  |      |      |      |  |
| 221 TCN          | 1032 | 1227 | 1912 |  |

| Hoàng đế          | Miếu hiệu  | Thụy hiệu                      | Trị vì | Trị vì | Trị vì | Ghi chú              |
| ----------------- | ---------- | ------------------------------ | ------ | ------ | ------ | -------------------- |
| Tây Hạ Cảnh Tông  | Cảnh Tông  | Võ Liệt Hoàng Đế (武烈皇帝)    | 1032   | —      | 1048   | Sáng lập triều đại   |
| Tây Hạ Nghị Tông  | Nghị Tông  | Chiên Anh Hoàng Đế (昭英皇帝)  | 1048   | —      | 1067   |                      |
| Tây Hạ Huệ Tông   | Huệ Tông   | Khang Tĩnh Hoàng Đế (康靖皇帝) | 1067   | —      | 1086   |                      |
| Tây Hạ Sùng Tông  | Sùng Tông  | Thánh Văn Hoàng Đế (圣文皇帝)  | 1086   | —      | 1139   |                      |
| Tây Hạ Nhân Tông  | Nhân Tông  | Thánh Đức Hoàng Đế (圣德皇帝)  | 1139   | —      | 1193   |                      |
| Tây Hạ Hoàn Tông  | Hoàn Tông  | Chiên Giản Hoàng Đế (昭简皇帝) | 1193   | —      | 1206   |                      |
| Tây Hạ Tương Tông | Tương Tông | Kính Mục Hoàng Đế (敬穆皇帝)   | 1206   | —      | 1211   |                      |
| Tây Hạ Thần Tông  | Thần Tông  | Anh Văn Hoàng Đế (英文皇帝)    | 1211   | —      | 1223   |                      |
| Tây Hạ Hiến Tông  | Hiến Tông  | Hiếu Ai Hoàng đế               | 1223   | —      | 1226   |                      |
| Tây Hạ Mạt Chủ    | không có   | không có                       | 1226   | —      | 1227   | Bị Mông Cổ tiêu diệt |

### Nhà Kim
| Từ 1115 đến 1234 |      |      |      |  |
|                  |      |      |      |  |
| 221 TCN          | 1115 | 1234 | 1912 |  |

| Hoàng đế           | Miếu hiệu   | Thụy hiệu                                                                              | Trị vì | Trị vì | Trị vì | Ghi chú            |
| ------------------ | ----------- | -------------------------------------------------------------------------------------- | ------ | ------ | ------ | ------------------ |
| Kim Thái Tổ        | Thái Tổ     | Ứng Càn Hưng Vận Chiêu Đức Định Công Nhân Minh Trang Hiếu Đại Thánh Vũ Nguyên Hoàng Đế | 1115   | —      | 1123   | Sáng lập triều đại |
| Kim Thái Tông      | Thái Tông   | Thể Nguyên Ứng Vận Thế Đức Chiêu Công Triết Huệ Nhân Thánh Văn Liệt Hoàng Đế           | 1123   | —      | 1135   |                    |
| Kim Hi Tông        | Hi Tông     | Hoằng Cơ Toản Vũ Trang Tĩnh Hiếu Thành Hoàng Đế                                        | 1135   | —      | 1149   |                    |
| Hoàn Nhan Lượng    | không có    | Hải Lăng Vương                                                                         | 1149   | —      | 1161   |                    |
| Kim Thế Tông       | Thế Tông    | Quang Thiên Hưng Vận Văn Đức Vũ Công Thánh Minh Nhân Hiếu Hoàng Đế                     | 1161   | —      | 1189   |                    |
| Kim Chương Tông    | Chương Tông | Hiến Thiên Quang Vận Nhân Văn Nghĩa Vũ Thần Thánh Anh Hiếu Hoàng Đế                    | 1190   | —      | 1208   |                    |
| Kim Vệ Thiệu Vương | không có    | Vệ Thiệu Vương                                                                         | 1208   | —      | 1213   |                    |
| Kim Tuyên Tông     | Tuyên Tông  | Kế Thiên Hưng Thống Thuật Đạo Cần Nhân Anh Vũ Thánh Hiếu Hoàng Đế                      | 1213   | —      | 1223   |                    |
| Kim Ai Tông        | Ai Tông     | Kính Thiên Đức Vận Trung Văn Tĩnh Vũ Thiên Thánh Liệt Hiếu Trang Hoàng Đế              | 1224   | —      | 1234   |                    |
| Kim Mạt Đế         | Chiêu Tông  | Mạt Đế                                                                                 |        | 1234   |        | Triều đại sụp đổ   |

### Nhà Tống
| Từ 960 đến 1127 |  |  |      |  |
|                 |  |  |      |  |
| 221 TCN         |  |  | 1912 |  |

| Chân dung | Hoàng đế        | Miếu hiệu         | Thụy hiệu | Trị vì           | Trị vì | Trị vì           | Ghi chú                                   |
| --------- | --------------- | ----------------- | --- | ---------------- | ------ | ---------------- | ----------------------------------------- |
|           | Tống Thái Tổ    | Thái Tổ (太祖)    | Khải Vận Lập Cực Anh Vũ Duệ Văn Thần Đức Thánh Công Chí Minh Đại Hiếu Hoàng Đế 啓運立極英武睿文神德聖功至明大孝皇帝                               | 21 tháng 3, 960  | —      | 14 tháng 11, 976 | Sáng lập triều đại                        |
|           | Tống Thái Tông  | Thái Tông (文武)  | Chí Nhân Ứng Đạo Thần Công Thánh Đức Văn Võ Duệ Liệt Đại Minh Quảng Hiếu Hoàng Đế 至仁應道神功聖德文武睿烈大明廣孝皇帝                            | 15 tháng 11, 976 | —      | 8 tháng 5, 997   |                                           |
|           | Tống Chân Tông  | Chân Tông (真宗)  | Ưng Phù Kê Cổ Thần Công Nhượng Đức Văn Minh Vũ Định Chương Thánh Nguyên Hiếu Hoàng Đế 膺符稽古神功讓德文明武定章聖                                | 10 tháng 5, 997  | —      | 23 tháng 3, 1022 |                                           |
|           | Tống Nhân Tông  | Nhân Tông (仁宗)  | Thể Thiên Pháp Đạo Cực Công Toàn Đức Thần Văn Thánh Vũ Duệ Triết Minh Hiếu Hoàng Đế 體天法道極功全德神文聖武睿哲                                  | 24 tháng 3, 1022 | —      | 30 tháng 4, 1063 |                                           |
|           | Tống Anh Tông   | Anh Tông (英宗)   | Thể Càn Ứng Lịch Long Công Thịnh Đức Hiến Văn Túc Vũ Duệ Thánh Tuyên Hiếu Hoàng Đế 體乾應歷隆功盛德憲文肅武睿聖宣孝皇帝                           | 2 tháng 5, 1063  | —      | 25 tháng 1, 1067 |                                           |
|           | Tống Thần Tông  | Thần Tông (宗宗)  | Thể Nguyên Hiển Đạo pháp Cổ Lập Hiến Đế Đức Vương Công Anh Văn Liệt Vũ Khâm Nhân Thánh Hiếu Hoàng Đế 體元顯道法古立憲帝德王功英文烈武欽仁聖孝皇帝 | 26 tháng 1, 1067 | —      | 30 tháng 3, 1085 |                                           |
|           | Tống Triết Tông | Triết Tông (哲宗) | Nguyên Kế Đạo Hiển Đức Định Công Khâm Văn Duệ Vũ Tề Thánh Chiêu Hiếu Hoàng Đế 憲元繼道顯德定功欽文睿武齊聖昭孝皇帝                                | 1 tháng 4, 1085  | —      | 23 tháng 2, 1100 |                                           |
|           | Tống Huy Tông   | Huy Tông (徽宗)   | Thể Thần Hợp Đạo Tuấn Liệt Tốn Công Thánh Văn Nhân Đức Hiến Từ Hiển Hiếu Hoàng Đế 體神合道駿烈遜功聖文仁德憲慈顯孝皇帝                            | 24 tháng 2, 1100 | —      | 18 tháng 1, 1126 |                                           |
|           | Tống Khâm Tông  | Khâm Tông (欽宗)  | Cung Văn Thuận Đức Nhân Hiếu Hoàng Đế 恭文順德仁孝皇帝                                                                                            | 19 tháng 1, 1126 | —      | 9 tháng 1, 1127  | Nhà Kim xâm lược, kết thúc triều Bắc Tống |

| Từ 1127 đến 1279 |  |  |      |  |
|                  |  |  |      |  |
| 221 TCN          |  |  | 1912 |  |

| Chân dung   | Hoàng đế        | Miếu hiệu         | Thụy hiệu | Trị vì             | Trị vì | Trị vì            | Ghi chú             |
| ----------- | --------------- | ----------------- | --- | ------------------ | ------ | ----------------- | ------------------- |
|             | Tống Cao Tông   | Cao Tông (高宗)   | Thụ Mệnh Trung Hưng Toàn Công Chí Đức Thánh Thần Vũ Văn Chiêu Nhân Hiến Hiếu Hoàng Đế 受命中兴全功至德圣神武文昭仁宪孝皇帝     | \|12 tháng 6, 1127 | —      | 24 tháng 7, 1162  | Sáng lập triều đại  |
|             | Tống Hiếu Tông  | Hiếu Tông (孝宗)  | Thiệu Thống Đồng Đạo Quan Đức Chiêu Công Triết Văn Thần Vũ Minh Thánh Thành Hiếu Hoàng Đế 紹統同道冠德昭功哲文神武明聖成孝皇帝 | 24 tháng 7, 1162   | —      | 18 tháng 2, 1189  |                     |
|             | Tống Quang Tông | Quang Tông (光宗) | Tuần Đạo Hiến Nhân Minh Công Mậu Đức Ôn Văn Thuận Vũ Thánh Triết Từ Hiếu Hoàng Đế 循道憲仁明功茂德溫文順武聖哲慈孝皇帝         | 18 tháng 2, 1189   | —      | 5 tháng 7, 1194   |                     |
|             | Tống Ninh Tông  | Ninh Tông (恭孝)  | Pháp Thiên Bị Đạo Thuần Đức Mậu Công Nhân Văn Triết Vũ Thánh Duệ Cung Hiếu Hoàng Đế 法天備道純德茂功仁文哲武聖睿恭孝皇帝       | 24 tháng 7, 1194   | —      | 17 tháng 9, 1224  |                     |
|             | Tống Lý Tông    | Lý Tông (理宗)    | Kiến Đạo Bị Đức Đại Công Phục Hưng Liệt Văn Nhân Vũ Thánh Minh An Hiếu Hoàng Đế 建道備德大功復興烈文仁武聖明安孝皇帝           | 17 tháng 9, 1224   | —      | 16 tháng 11, 1264 |                     |
|             | Tống Độ Tông    | Độ Tông (度宗)    | Đoan Văn Minh Vũ Cảnh Hiếu Hoàng Đế 端文明武景孝皇帝                                                                           | 6 tháng 11, 1264   | —      | 12 tháng 8, 1274  |                     |
|             | Tống Cung Đế    |                   | Hiếu Cung Ý Thánh Hoàng Đế 孝恭懿圣皇帝                                                                                        | 12 tháng 8, 1274   | —      | 4 tháng 2, 1276   |                     |
|             | Tống Đoan Tông  | Đoan Tông (端宗)  | Dụ Văn Chiêu Vũ Mẫn Hiếu Hoàng Đế 裕文昭武愍孝皇帝                                                                             | 14 tháng 6, 1276   | —      | 8 tháng 5, 1278   |                     |
| không khung | Tống Đế Bính    |                   | Đế Bính (帝昺) | 10 tháng 3, 1278   | —      | 19 tháng 3, 1279  | Triều đại diệt vong |

### Nhà Nguyên
| Từ 1271 đến 1370 |      |      |      |  |
|                  |      |      |      |  |
| 221 TCN          | 1271 | 1370 | 1912 |  |

| Chân dung            | Hoàng đế          | Miếu hiệu         | Thụy hiệu                                              | Trị vì      | Trị vì | Trị vì | Ghi chú                                               |
| -------------------- | ----------------- | ----------------- | ------------------------------------------------------ | ----------- | ------ | ------ | ----------------------------------------------------- |
|                      | Nguyên Thế Tổ     | Thế tổ (世祖)     | Thánh đức Thần công Văn vũ Hoàng đế (聖德神公炆武皇帝) | 1271 (1259) | —      | 1294   | Sáng lập triều đại                                    |
|                      | Nguyên Thành Tông | Thành Tông (成宗) | Khâm Minh Quảng Hiếu Hoàng Đế (钦明广孝皇帝)           | 1294        | —      | 1307   |                                                       |
|                      | Nguyên Vũ Tông    | Vũ Tông (武宗)    | Thánh đức Nhân Huệ Tuyên Hiếu Hoàng Đế (仁惠宣孝皇帝)  | 1307        | —      | 1311   |                                                       |
|                      | Nguyên Nhân Tông  | Nhân Tông (仁宗)  | Thánh Văn Khâm Hiếu Hoàng Đế (聖文欽孝皇帝)            | 1311        | —      | 1320   |                                                       |
| Tập tin:Gegeen.jpg   | Nguyên Anh Tông   | Anh Tông (晋宗)   | Duệ Thánh Văn Hiếu Hoàng Đế (泰定帝)                   | 1320        | —      | 1323   |                                                       |
| Tập tin:Yesun.jpg    | Nguyên Tấn Tông   | Tấn Tông (晋宗)   | Thái Định Đế (泰定帝)                                  | 1323        | —      | 1328   |                                                       |
| Tập tin:Ragibagh.jpg | Nguyên Hưng Tông  | Hưng Tông (興宗)  | Thiên Thuận Đế (天順帝)                                | 1328        | —      | 1328   |                                                       |
|                      | Nguyên Văn Tông   | Văn Tông (文宗)   | Thánh Minh Nguyên Hiếu Hoàng Đế (聖明元孝皇帝)         | 1328        | —      | 1329   |                                                       |
| Tập tin:Kusala.jpg   | Nguyên Minh Tông  | Minh Tông (明宗)  | Dực Hiến Cảnh Hiếu Hoàng Đế (翼獻景孝皇帝)             | 1329        | —      | 1329   |                                                       |
|                      | Nguyên Văn Tông   | Văn Tông (文宗)   | Thánh Minh Nguyên Hiếu Hoàng Đế (聖明元孝皇帝)         | 1329        | —      | 1332   |                                                       |
|                      | Nguyên Ninh Tông  | Ninh Tông (寧宗)  | Xung Thánh Tự Hiếu Hoàng Đế (冲聖嗣孝皇帝)             |             | 1332   |        |                                                       |
| Tập tin:Toghon.jpg   | Nguyên Huệ Tông   | Huệ Tông (惠宗)   |                                                        | 1332        | —      | 1370   | Rút khỏi Trung Hoa năm 1368, tiếp tục cai trị Mông Cổ |

### Nhà Minh
| Từ 1368 đến 1644 |      |      |      |  |
|                  |      |      |      |  |
| 221 TCN          | 1368 | 1644 | 1912 |  |

| Chân dung                  | Hoàng đế    | Miếu hiệu                                                      | Thụy hiệu | Trị vì  | Trị vì | Trị vì | Ghi chú                                                                                             |
| -------------------------- | ----------- | -------------------------------------------------------------- | --- | ------- | ------ | ------ | --------------------------------------------------------------------------------------------------- |
|                            | Hồng Vũ     | Thái Tổ (太祖)                                                 | Khai Thiên Hành Đạo Triệu Kỉ Lập Cực Đại Thánh Chí Thần Nhân Văn Nghĩa Vũ Tuấn Đức Thành Công Cao Hoàng Đế 開天行道肇紀立極大聖至神仁文義武俊德成功高皇帝 | 1368    | —      | 1398   | Sáng lập triều đại                                                                                  |
|                            | Kiến Văn    | Huệ Tông(惠宗)                                                 | Tự Thiên Chương Đạo Thành Ý Uyên Công Quang Văn Dương Vũ Khắc Nhân Đốc Hiệu Nhượng Hoàng Đế Cung Mẫn Huệ Hoàng Đế | 1398    | —      | 1402   | |
|                            | Vĩnh Lạc    | Thành Tổ (成祖) Thái Tông(文武)                                | Thể Thiên Hoằng Đạo Cao Minh Quảng Vận Thánh Vũ Thần Công Thuần Nhân Chí Hiếu Văn Hoàng Đế 體天弘道高明廣運聖武神功純仁至孝文皇帝 Khải Thiên Hoằng Đạo Cao Minh Triệu Vận Thánh Vũ Thần Công Thuần Nhân Chí Hiếu Văn Hoàng Đế 啓天弘道高明肇運聖武神功純仁至孝文皇帝 | 1402    | —      | 1424   | soán ngôi Chu Doãn Văn                                                                              |
|                            | Hồng Hi     | Nhân Tông (仁宗)                                               | Kính Thiên Thể Đạo Thuần Thành Chí Đức Hoằng Văn Khâm Vũ Chương Thánh Đạt Hiếu Chiêu Hoàng Đế 敬天體道純誠至德弘文欽武章聖達孝昭皇帝 | 1424    | —      | 1425   | |
|                            | Tuyên Đức   | Tuyên Tông (宣宗)                                              | Hiến Thiên Sùng Đạo Anh Minh Thần Thánh Khâm Văn Chiêu Võ Khoan Nhân Thuần Hiếu Chương Hoàng Đế 憲天崇道英明神聖欽文昭武寬仁 純孝章皇帝 | \| 1425 | —      | 1435   | |
|                            | Chính Thống | Anh Tông (英宗)                                                | Pháp Thiên Lập Đạo Nhân Minh Thành Kính Chiêu Văn Hiến Vũ Chí Đức Quảng Hiếu Duệ Hoàng Đế 法天立道仁明誠敬昭文憲武至德 廣孝睿皇帝 | 1435    | —      | 1449   | |
|                            | Cảnh Thái   | Đại Tông (代宗)                                                | Cung Nhân Khang Định Cảnh Hoàng Đế Phù Thiên Kiến Đạo Cung Nhân Khang Định Long Văn Bố Võ Hiển Đức Sùng Hiếu Cảnh Hoàng Đế 符天建道恭仁康定隆文布武顯德崇孝景皇帝 | 1449    | —      | 1457   | |
|                            | Thiên Thuận | Anh Tông (英宗)                                                | Pháp Thiên Lập Đạo Nhân Minh Thành Kính Chiêu Văn Hiến Vũ Chí Đức Quảng Hiếu Duệ Hoàng Đế 法天立道仁明誠敬昭文憲武至德 廣孝睿皇帝 | 1457    | —      | 1464   | cướp ngôi Cảnh Thái trong khi Cảnh Thái ốm nặng                                                     |
|                            | Thành Hóa   | Hiến Tông (憲宗)                                               | Kế Thiên Ngưng Đạo Thành Minh Nhân Kính Sùng Văn Túc Vũ Hoành Đức Thánh Hiếu Thuần Hoàng Đế | 1464    | —      | 1487   | |
|                            | Hoằng Trị   | Hiếu Tông (孝宗)                                               | Đạt Thiên Minh Đạo Thuần Thành Trung Chánh Thánh Văn Thần Vũ Chí Nhân Đại đức Kính Hoàng Đế 達天明道純誠中正聖文神武至仁大德敬皇帝 | 1487    | —      | 1505   | |
|                            | Chính Đức   | Vũ Tông (武宗)                                                 | Thừa Thiên Đạt Đạo Anh Túc Duệ Triết Chiêu Đức Hiển Công Hoằng Văn Tư Hiếu Nghị Hoàng Đế | 1505    | —      | 1521   | |
|                            | Gia Tĩnh    | Thế Tông (世宗)                                                | Khâm Thiên Lý Đạo Anh Nghị Thánh Thần Tuyên Văn Quảng Vũ Hồng Nhân Đại Hiếu Túc Hoàng Đế 欽天履道英毅聖神宣文廣武洪仁大孝肅皇帝 | 1521    | —      | 1566   | |
|                            | Long Khánh  | Mục Tông (穆宗)                                                | Khế Thiên Long Đạo Uyên Ý Khoan Nhân Hiển Văn Quang Vũ Thuần Đức Hoằng Hiếu Trang Hoàng Đế 契天隆道淵懿寬仁顯文光武純德弘孝莊皇帝 | 1566    | —      | 1572   | |
|                            | Vạn Lịch    | Thần Tông (神宗)                                               | Phạm Thiên Hợp Đạo Triết Túc Đôn Giản Quang Văn Chương Vũ An Nhân Chỉ Hiếu Hiển Hoàng Đế 範天合道哲肅敦簡光文章武安仁止孝顯皇帝 | 1572    | —      | 1620   | |
|                            | Thái Xương  | Quang Tông (光宗)                                              | Sùng Thiên Kế Đạo Anh Duệ Cung Thuần Hiến Văn Cảnh Vũ Uyên Nhân Ý Hiếu Trinh Hoàng Đế 崇天契道英睿恭纯宪文景武渊仁懿孝贞皇帝 | 1620    | —      | 1620   | |
|                            | Thiên Khải  | Hy Tông (熹宗)                                                 | Đạt Thiên Xiển Đạo Đôn Hiếu Đốc Hữu Chương Văn Tương Vũ Tĩnh Mục Trang Cần Triết Hoàng Đế 達天闡道敦孝篤友章文襄武靖穆莊勤悊皇帝 | 1620    | —      | 1627   | |
| Tập tin:Ming Chongzhen.jpg | Sùng Trinh  | Tư Tông (思宗)Nghị Tông (毅宗) Uy Tông (威宗) Hoài Tông (懷宗) | Trang Liệt Mẫn Hoàng Đế 莊烈愍皇帝 Thiệu Thiên Dịch Đạo Cương Minh Khác Kiệm Quỹ Văn Phấn Võ Đôn Nhân Mậu Hiếu Liệt Hoàng Đế 紹天繹道剛明恪儉揆文奮武敦仁懋孝烈皇帝\|                                                                                                | 1627    | —      | 1644   | Minh triều diệt vong ở Bắc Kinh, nhưng tàn dư của nhà Nam Minh vẫn tồn tại ở Giang Nam đến năm 1662 |
|                            | Hoằng Quang | An Tông (安宗)                                                 | Phụng Thiên Tuân Đạo Khoan Hòa Tĩnh Mục Tu Văn Bố Vũ Ôn Cung Nhân Hiếu Giản Hoàng Đế 奉天遵道宽和静穆修文布武溫恭仁孝簡皇帝 | 1644    | —      | 1645   | |
| không khung                | Long Vũ     | Thiệu Tông (紹宗)                                              | Phối Thiên Chí Đạo Hoằng Nghị Túc Mục Tư Văn Liệt Võ Mẫn Nhân Quảng Hiếu Tương Hoàng Đế 配天至道弘毅肅穆思文烈武敏仁廣孝襄皇帝 | 1645    | —      | 1646   | |
|                            |             |                                                                | Lỗ vương Lâm quốc 魯王臨國 Giám Quốc Lỗ Vương 監國魯王 | 1646    | —      | 1646   | |
|                            | Thiệu Võ    |                                                                | | 1646    | —      | 1647   | |
|                            | Vĩnh Lịch   | Chiêu Tông (昭宗)                                              | Ưng Thiên Thôi Đạo Mẫn Nghị Cung Kiệm Kinh Văn Vĩ Vũ Thể Nhân Khắc Hiếu Khuông Hoàng Đế 應天推道敏毅恭儉經文緯武體仁克孝匡皇帝 | 1647    | —      | 1662   | Triều đại sụp đổ                                                                                    |

- Ở đây không tính Vương quốc Đông Ninh (1661-1683) trung thành với nhà Minh ở Đài Loan

### Nhà Thanh
| Từ 1644 đến 1911 |      |      |  |
|                  |      |      |  |
| 221 TCN          | 1616 | 1912 |  |

| Chân dung | Hoàng đế    | Miếu hiệu         | Thụy hiệu                | Trị vì               | Trị vì | Trị vì               | Ghi chú                                                     |
| --------- | ----------- | ----------------- | ------------------------ | -------------------- | ------ | -------------------- | ----------------------------------------------------------- |
|           | Thiên Mệnh  | Thái Tổ (太祖)    | Cao hoàng đế (高皇帝)    | 17 tháng 1 năm 1616  | —      | 30 tháng 11 năm 1626 | Sáng lập nhà Hậu Kim                                        |
|           | Sùng Đức    | Thái Tông(太宗)   | Văn Hoàng đế (文皇帝)    | 15 tháng 5 năm 1636  | —      | 21 tháng 9 năm 1643  |                                                             |
|           | Thuận Trị   | Thế Tổ (世祖)     | Chương Hoàng đế (章皇帝) | 8 tháng 10 năm 1643  | —      | 5 tháng 1 năm 1661   |                                                             |
|           | Khang Hy    | Thánh Tổ (聖祖)   | Nhân Hoàng đế (仁皇帝)   | 5 tháng 1 năm 1662   | —      | 20 tháng 12 năm 1722 |                                                             |
|           | Ung Chính   | Thế Tông (憲皇帝) | Hiến Hoàng đế (憲皇帝)   | 27 tháng 12 năm 1722 | —      | 8 tháng 10 năm 1735  |                                                             |
|           | Càn Long    | Cao Tông (高宗)   | Thuần Hoàng đế (純皇帝)  | 23 tháng 8 năm 1736  | —      | 1 tháng 9 năm 1795   | năm 1796 làm Thái thượng hoàng cho đến khi qua đời năm 1799 |
|           | Gia Khánh   | Nhân Tông (仁宗)  | Duệ Hoàng Đế (睿皇帝)    | 8 tháng 1 năm 1796   | —      | 2 tháng 9 năm 1820   |                                                             |
|           | Đạo Quang   | Tuyên Tông (宣宗) | Thành hoàng đế (成皇帝)  | 3 tháng 10 năm 1820  | —      | 25 tháng 1 năm 1850  |                                                             |
|           | Hàm Phong   | Văn Tông (文宗)   | Hiển hoàng đế (顯皇帝)   | 9 tháng 3 năm 1850   | —      | 22 tháng 8 năm 1861  |                                                             |
|           | Đồng Trị    | Mục Tông (穆宗)   | Nghị hoàng đế (毅皇帝)   | 11 tháng 11 năm 1861 | —      | 12 tháng 1, 1875     | Từ Hy nhiếp chính                                           |
|           | Quang Tự    | Đức Tông (德宗)   | Cảnh hoàng đế (景皇帝)   | 25 tháng 1, 1875     | —      | 14 tháng 11 năm 1908 | Từ Hy nhiếp chính                                           |
|           | Tuyên Thống |                   | Tốn hoàng đế (遜皇帝)    | 2 tháng 12 năm 1908  | —      | 12 tháng 1 năm 1912  | Hoàng đế cuối cùng của Trung Hoa (chế độ phong kiến sụp đổ) |

Ngày 29 tháng 12 năm 1911, tại Nam Kinh, Tôn Trung Sơn được cử làm Đại tổng thống Lâm thời của chính quyền Trung Hoa Dân Quốc, nhưng đến ngày 12 tháng 2 năm 1912, Phổ Nghi mới chính thức thoái vị tại Bắc Kinh.

## Các liên kết danh sách khác
- Danh sách vua thần thoại Trung Quốc
- Tam Hoàng Ngũ Đế
- Danh sách quân chủ nhà Hạ
- Danh sách quân chủ nhà Thương
- Danh sách quân chủ nhà Chu
  - Danh sách vua chư hầu thời Chu
- Danh sách vua nhà Tần
- Danh sách vua nhà Hán | Danh sách Thiền vu Hung Ngô
  - Danh sách chư hầu vương Tây Hán | Danh sách phiên vương Đông Hán
- Danh sách vua thời Tam Quốc
- Danh sách vua nhà Tấn
  - Danh sách phiên vương nhà Tấn
- Danh sách vua Ngũ Hồ thập lục quốc
- Danh sách vua Nam-Bắc triều | Danh sách thủ lĩnh Thổ Cốc Hồn | Danh sách Khả hãn Nhu Nhiên
  - Danh sách phiên vương thời Nam Bắc triều
- Danh sách vua nhà Tùy | Danh sách Khả hãn Đông Đột Quyết | Danh sách Khả hãn Tây Đột Quyết
  - Danh sách phiên vương nhà Tùy
- Danh sách vua nhà Đường | Danh sách quốc vương Thổ Phồn | Danh sách Khả hãn Hồi Hột | Danh sách quốc vương Bột Hải
- Danh sách vua Ngũ Đại Thập Quốc | Danh sách vua Nam Chiếu | Danh sách quân chủ Đại Lý
  - Danh sách phiên vương thời Ngũ Đại Thập Quốc
- Danh sách vua nhà Tống | Danh sách vua nhà Liêu | Danh sách vua nhà Kim | Danh sách vua nhà Tây Hạ | Danh sách vua Hắc Hãn
- Danh sách vua nhà Nguyên
  - Danh sách vua các hãn quốc Mông Cổ | Danh sách phiên vương nhà Nguyên
- Danh sách vua nhà Minh | Danh sách thủ lĩnh Ngõa Lạt
  - Danh sách phiên vương nhà Minh
- Danh sách vua nhà Thanh
  - Danh sách phiên vương nhà Thanh
- Danh sách vua chính quyền địa phương Trung Quốc
- Danh sách chính quyền địa phương Cộng hòa Trung Quốc
- Danh sách chế độ Trung Quốc trong thế kỷ 20

### Trích dẫn
1. ↑  Miếu hiệu này do Phúc vương truy tặng nhưng không được nhiều sử gia công nhận
2. ↑  Thụy hiệu này do Phúc vương đặt năm 1644
3. ↑  Thụy hiệu do Càn Long đặt năm 1736
4. 1 2  Thụy hiệu và miếu hiệu ban đầu sau khi ông qua đời
5. 1 2  Do Hoàng Đế Minh Thế Tông tháng 9 năm Gia Tĩnh thứ 17 (1538) đổi lại
6. ↑  Bị anh trai là vua Anh Tông (trị vì lần hai) giáng xuống làm vương, ông có thụy hiệu là Lệ ("phạm tội", "ngang trái") kh chết năm 1457; tuy nhiên, cháu của ông là Thành Hóa đế (con của Thiên Thuận đế) đã phục hồi tước hiệu hoàng đế của ông năm 1476 và đổi thụy hiệu của ông thành Cung Nhân Khang Định Cảnh Hoàng Đế.
7. ↑  Được Phúc vương truy tặng và gia phong thụy hiệu
8. ↑  Miếu hiệu do Phúc vương (福王), vị vua tự phong của Nam Minh truy tặng. Miếu hiệu này ít được ghi nhận trong sử sách, mặc dù nhà Nam Minh nhanh chóng đổi miếu hiệu thành Nghị Tông (毅宗), và sau đó thành Uy Tông (威宗). Nhà Thanh truy tặng Sùng Trinh đế miếu hiệu Minh Hoài Tông (懷宗).
9. ↑  Nhà Thanh truy tôn
10. ↑  Nhà Thanh truy tặng
11. ↑  Nam Minh Truy tặng